# 斯科特·麥吉爾夫雷
斯科特·麥吉爾夫雷（英語：Scott McGilvray；1966年1月20日—2017年3月21日），是美國的民主黨政治人物和教育家，前新罕布什爾州參議院議員。

## 生平
麥吉爾夫雷在新罕布什爾州胡克西特出生，在法蘭克林皮爾斯大學獲得人類與健康學士學位和教師資格證書。他在曼徹斯特紀念中學教授社會研究並擔任足球教練，也是新罕布什爾州教育協會的主席。
2016年11月8日，他在州參議院選舉擊敗共和黨的州眾議員喬·杜阿爾特，當選為新罕布殊爾州參議院第十六選區議員，但在2017年3月21日因小病在馬薩諸塞州波士顿病逝。